# Gernot Neugebauer
Gernot Neugebauer (* 20. Juli 1940 in Maltheuern) ist ein deutscher Physiker. Er war von 1992 bis 2006 Professor für Theoretische Physik an der Friedrich-Schiller-Universität Jena. Er beschäftigt sich mit Albert Einstein und dessen Relativitätstheorie sowie der Gravitationstheorie.

## Leben
1958 begann er sein Physikstudium in Jena und schloss dieses 1963 mit dem Diplom ab. Nach einer dreijährigen Aspirantur erfolgte 1966 die Promotion zum Dr. rer. nat. mit einer Arbeit Zur allgemeinrelativistischen Theorie irreversibler Prozesse und nach weiteren vier Jahren als Assistent am Theoretisch-Physikalischen Institut der Jenaer Universität 1970 die Habilitation. Von 1970 bis 1990 war er dort erst wissenschaftlicher Sekretär, ab 1971 wissenschaftlicher Oberassistent. 1984 erhielt er den Gustav-Hertz-Preis. 1989 wurde Neugebauer zum Außerordentlichen Professor ernannt und ein Jahr später zum Dozenten berufen.
1992 wurde er Professor für Theoretische Physik an der Universität Jena. Bis 1996 leitete er von dort aus die Max-Planck-Arbeitsgruppe „Gravitationstheorie“. 2006 wurde er emeritiert.
1998 wurde Neugebauer in die Deutsche Akademie der Naturforscher Leopoldina gewählt.

## Schriften
- Relativistische Thermodynamik. Vieweg, Braunschweig 1981, ISBN 3-528-06863-9.
- mit Reinhard Meinel, Heinz Steudel: Solitonen. Nichtlineare Strukturen. Akademie-Verlag, Berlin 1991, ISBN 3-05-500710-7.
- mit Gerhard Kluge: Grundlagen der Thermodynamik. Spektrum Akademischer Verlag, Heidelberg u. a. 1994, ISBN 3-86025-301-8.
- mit Reinhard Meinel, Marcus Ansorg, Andreas Kleinwächter, David Petroff: Relativistic Figures of Equilibrium. Cambridge University Press, 2008, ISBN 978-0-521-86383-4.